# Arcaico Marítimo
O Arcaico Marítimo é um complexo cultural norte-americano do Período Arcaico da América que se desenvolveu o longo da costa da Terra Nova, Províncias marítimas do Canadá e norte da Nova Inglaterra. O Arcaico Marítimo começou em aproximadamente 7000 a.C. e durou até o século XVIII. A cultura consistiu de caçadores de mamíferos marinhos no subártico que usavam barcos de madeira. Os sítios foram fundados desde o Maine, ao sul, até Labrador, ao norte. Seus assentamentos incluíam malocas, e casas temporárias ou sazonais com tampo de barco. Eles se engajaram no comércio de longa distância, como mostrado por embarcações brancas do norte do Labrador, sendo encontradas bem mais ao sul, no Maine.